# Poenigeturm

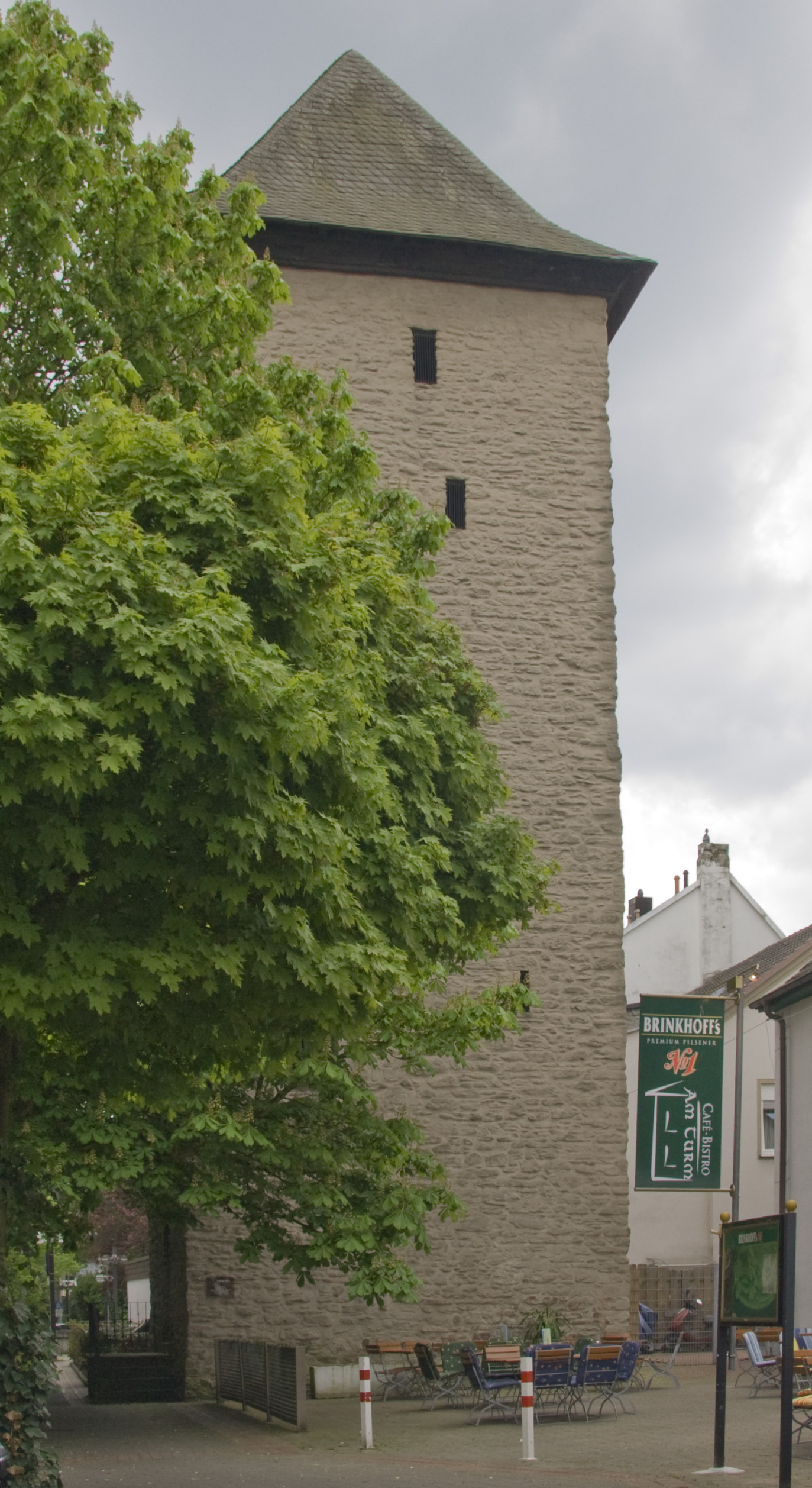
Poenigeturm

Der Poenigeturm ist einer der ehemaligen Wehrtürme der Mendener Stadtbefestigung. Er wurde spätestens bei der planmäßigen Befestigung und dem Wiederaufbau Mendens unter dem Kurfürsten Walram gegen Mitte des 14. Jahrhunderts errichtet. Der viergeschossige Turm besteht aus Bruchstein und ist mit einer Pyramidenhaube gedeckt. Damit die Schützen von den Schießscharten die Stadtmauer gegen direkt vor ihr stehende Angreifer verteidigen konnten, wurde der Turm etwa zur Hälfte vor die Mauer gesetzt. So konnte über mehrere Etagen auch seitlich aus dem Turm geschossen werden.
Die nicht mehr zeitgemäße Stadtbefestigung wurde ab Mitte des 18. Jahrhunderts abgetragen. Der Poenigeturm blieb neben dem Teufelsturm und dem Rentschreiberturm erhalten. Am 4. März 1983 wurde der Poenigeturm unter laufender Nummer 6 in die Denkmalliste der Stadt Menden eingetragen.
Seit Juli 2011 ist der Turm nach Innenrestaurierung und -instandsetzung durch Einbringung einer Treppenanlage mit Podesten wieder begehbar und für die Bevölkerung zu bestimmten Zeiten zugänglich. Ein Aufzug konnte am und im Turm aus Gründen des Denkmalschutzes nicht angebracht werden.
Seit Ende 2015 beherbergt der museal hergerichtete Poenigeturm eine Dauerausstellung zum Gedenken der Opfer der Hexenverfolgungen. In ihm wurden in der frühen Neuzeit die Opfer des Hexenwahns gefangen gehalten. 47 „Hexenschreine“ aus Ton und Glas als dauerhafte Kunstausstellung erinnern auf besondere Weise an viele unschuldige Menschen, die gefoltert und hingerichtet wurden. Die Schreine wurden von der im Mai 2015 verstorbenen Mendener Keramikkünstlerin Ulla Brockfeld und der Goldschmiedemeisterin Dagmar Müller aus Iserlohn gefertigt.
Der Poenigeturm gehört zu den Mendener Museen.